# V444 Большой Медведицы
V444 Большой Медведицы (лат. V444 Ursae Majoris) — двойная затменная переменная звезда типа Беты Лиры (EB) в созвездии Большой Медведицы на расстоянии приблизительно 2744 световых лет (около 841 парсека) от Солнца. Видимая звёздная величина звезды — от +12,95m до +12,5m. Орбитальный период — около 0,4269 суток (10,245 часов).